# Þ
Þ (hoofdletter Þ, kleine letter þ), thorn of þorn, is een letter in het Oudengelse en het IJslandse alfabet. Hij werd in de middeleeuwen ook gebruikt in Scandinavië, maar werd daar later vervangen door th. De letter heeft zijn oorsprong in een rune genaamd thorn in het Oudengels en thurs (reus) in Scandinavië.
De thorn klinkt als een stemloze interdentale wrijfklank, zoals th in het Engelse "thick"; of als de stemhebbende vorm, zoals in het Engelse "the". In het IJslands wordt het teken alleen voor de stemloze klank gebruikt; de stemhebbende wordt daar weergegeven door de ð (hoofdletter: Ð).
In het IJslands is de þ een aparte letter van het alfabet na de z. In andere talen wordt de þ bij het alfabetisch sorteren als th behandeld.

## De þorn in het IJslands

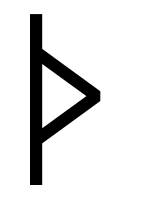
thurisaz.

In het oude runenschrift werd de th-klank geschreven met de thurisaz. Een thurisaz kon zowel een þ als een ð voorstellen. Toen het Latijns alfabet naar IJsland kwam, werd de thurisaz rond gemaakt in plaats van hoekig en kwam zo aan de vorm van de huidige þorn. Voortaan gold de letter alleen als de niet-stemhebbende th-klank, zoals in het woord Alþing en in de plaats Þingvellir. De stemhebbende th-klank werd een nieuwe letter: de eth (ð).

## De þorn in het Engels

### Oudengels en Middelengels
De þ werd gebruikt in geschreven Oud- en Middelengels. In het Oudengels treft men zowel de þ als de ð aan, voor zover valt na te gaan zonder duidelijk onderscheid. Beide tekens konden zowel een stemloze als een stemhebbende wrijfklank weergeven, precies zoals de moderne th, die in "the" en in "thick" twee verschillende klanken aanduidt.

### Vroegmodernengels: dey
Toen rond 1475 de boekdrukkunst in Engeland werd ingevoerd, verdween de letter uit het Engels. William Caxton, de eerste drukker in Engeland, gebruikte drukletters van het Europese vasteland, die geen thorn bevatten. Daarom gebruikte hij de y ter vervanging van de þ. Het was geen toeval dat zijn keuze op de y viel: in sommige handgeschreven teksten uit het begin van de vijftiende eeuw waren de y en de þ ook al identiek. The wordt in de King James Bible consequent als ye weergegeven.

### Yin huidig Engels
De y wordt nog veel in plaats van þ gezien op grafstenen. Hij komt ook voor in namen die beginnen met Ye Olde (The Old): vaak is zo'n naamgeving bedoeld om het aangeduide object, veelal een winkel of een pub, een archaïsch of een deftig karakter te verlenen. (Dit valt te vergelijken met het Nederlandse gebruik om bouwwerken een naam te geven waarin de spelling "-staete" of "-huys" voorkomt.)
Vaak wordt dit bepaalde lidwoord, als het als "ye" is gespeld, voor de grap of bij vergissing uitgesproken als [ji:] (ruwweg ons jie). Er bestaat immers nog altijd een oud voornaamwoord met diezelfde spelling en uitspraak, zoals in het kerstlied Oh come all ye faithful.
In een enkel Engelstalig bordspel wordt de oude þ nog wel gebruikt als eenletterige vervanging van de "th".

## Computer
Op het Amerikaans-internationale toetsenbord dat in Nederland gebruikt wordt, kan de þ met de combinatie rechter-ALT + t worden getypt. Op azertyklavieren dient men ALT + 0254 te tikken. Op IJslandse toetsenborden heeft de þ een aparte toets.